# Heilly
Heilly là một xã ở tỉnh Somme, vùng Hauts-de-France, Pháp.

## Địa lý
Thị trấn này tọa lạc trên đường D52, khoảng 12 dặm Anh về phía đông bắc của Amiens.

## Dân số
| 1851                                                         | 1962 | 1968 | 1975 | 1982 | 1990 | 1999 |
| ------------------------------------------------------------ | ---- | ---- | ---- | ---- | ---- | ---- |
| 764                                                          | 325  | 346  | 343  | 353  | 391  | 399  |
| Số liệu điều tra dân số từ năm 1962, dân số không tính trùng |      |      |      |      |      |      |